# والتر جيمس
والتر جيمس (بالإنجليزية: Walter James)‏ هو محامي وسياسي أسترالي، ولد في 29 مارس 1863 في برث في أستراليا، وتوفي بنفس المكان في 3 يناير 1943. انتخب عضو الجمعية التشريعية لأستراليا الغربية وانتخب Premier of Western Australia ‏ (1 يوليو 1902 – 10 أغسطس 1904).